# Dactyloscopus fimbriatus
Dactyloscopus fimbriatus is een  straalvinnige vissensoort uit de familie van zandsterrenkijkers (Dactyloscopidae). De wetenschappelijke naam van de soort is voor het eerst geldig gepubliceerd in 1935 door Reid.
De soort staat op de Rode Lijst van de IUCN als niet bedreigd, beoordelingsjaar 2007.